# Agrimonie
Agrimonie (Agrimonia) is een geslacht van overblijvende, kruidachtige planten uit de rozenfamilie (Rosaceae).
De botanische naam Agrimonia is afgeleid van het Oudgriekse argemon dat "witte oogvlek" betekent. Men meende vroeger dat de plant hielp tegen oogaandoeningen.
Het geslacht kent twaalf tot vijftien soorten. Ze komen van nature voor in de gematigde streken van het noordelijk halfrond, waarbij één soort in Afrika voorkomt. Ze worden 50-200 cm hoog, met geveerde bladeren en gele bloemen aan een meestal onvertakte, aarvormige bloeiwijze. De bloemen openen zich hierin van onderen naar boven. De bloemen hebben een ruim aanbod van stuifmeel. Bestuiving vindt plaats door vliegen, zweefvliegen en honingbijen. Omdat stampers en meeldraden gelijktijdig rijpen, komt ook zelfbestuiving voor.
Uit de bloemen ontwikkelen zich kleine zaaddoosjes, die gemakkelijk in de vacht van passerende zoogdieren blijven haken.
Agrimonia-soorten worden als waardplant gebruikt door de rupsen van een aantal vlinders als de Coleophora potentillae, Pyrgus alveus, aardbeivlinder (Pyrgus malvae), Pyrus malvoides, Stigmella aeneofasciella en Stigmella splendidissimella.

## Taxonomie
- Agrimonia eupatoria - gewone agrimonie (Europa, Noord-Amerika, Afrika)
- Agrimonia gryposepala  (Noord-Amerika)
- Agrimonia incisa  (Noord-Amerika)
- Agrimonia koreana - Koreaanze agrimonie (Oost-Azië)
- Agrimonia microcarpa  (Noord-Amerika)
- Agrimonia nipponica - Japanse agrimonie (Oost-Azië)
- Agrimonia parviflora  (Noord-Amerika)
- Agrimonia pilosa (Oost-Europa, Azië)
- Agrimonia procera - welriekende agrimonie (Europa)
- Agrimonia pubescens - zachte agrimonie (Noord-Amerika)
- Agrimonia repens - korte agrimonie (Zuidwest Azië)
- Agrimonia rostellata  (Noord-Amerika)
- Agrimonia striata (Noord-Amerika)

In Vlaanderen en Nederland komen alleen de gewone agrimonie en de welriekende agrimonie in het wild voor. De gewone agrimonie is vrij algemeen, de welriekende agrimonie geldt als zeldzaam.